# Sveti Patrik
Sveti Patrik (lat. Patricius, irski: Naomh Pádraig ; Britanija (rimska provincija), 385. – Down, Irska, 461.), katolički svetac, biskup i zaštitnik Irske.

## Životopis
Rođen je oko 385. godine u Walesu, koji je tada bio pod rimskom vlašću i dobrim dijelom bio romaniziran. Roditelji su mu bili kršćani. Dobio je ime Magonus Sucatus Patricius. Otac mu je bio đakon, a u starosti vjerojatno je postao i svećenik. Patrik je provodio lagodan život ne mareći ni za znanost ni za vjeru. Kada mu je bilo 16 godina, irski gusari, oteli su ga s tisućama drugih ljudi i prodali ga kao roba u Irsku. Patrikov gospodar odredio ga je za pastira ovaca. Nalazeći se uz stada u divljini, ropstvo ga je približilo Bogu. Molio je i činio pokoru. Nakon 6 godina ropstva čuo je glas da će uskoro biti oslobođen. Pobjegao je od svoga gospodara i vratio se kući u Britaniju.
U Galiji, u gradu Auxerreu pod vodstvom tamošnjeg biskupa sv. Germana studijem se spremio za svećeništvo. Bio je najprije zaređen za đakona. Prema jednoj legendi, u snu mu se obratio jedan Irac koji mu je pružio pismo u kojem je pisalo. „Molimo te, vrati se i budi opet s nama!” Patrik je to shvatio kao Božji poziv. Biskup ga nije htio poslati u Irsku u koju je Patrik želio poći. Napokon je bio posvećen za biskupa u Irskoj, kamo ga je poslao papa Celestin I. Patrik se u naviještenju Evanđelja, najprije obraćao kraljevim odličnicima, a njihov prijelaz na kršćanstvo slijedio je onda i priprosti puk. Irski otok je jedna od rijetkih zemalja koja je prihvatila kršćanstvo bez prolijevanja krvi. Uveo je redovništvo. Irski redovnici kasnije će odigrati veliku ulogu ne samo u Irskoj već i po Europi. Bilo je mnogo duhovnih zvanja, posebno kod mladih Iraca oba spola.
Nailazio je i na probleme u naviještanju, osobito od druida, starih keltskih poganskih svećenika. Tako je jednom bio 15 dana zatvoren sa svojim suradnicima i tek na intervenciju vrlo utjecajnih prijatelja, oslobođen je. Patrik je organizirao biskupije koje su se poklapale s područjem pojedinih plemena. Svoje biskupsko sjedište Patrik je osnovao u Armaghu u Ulsteru, a tamo i danas stoluje irski kardinal primas. Patrik se proslavio i kao čudotvorac, a dokazao se i u proricanju budućih događaja.
O Patrikovoj osobi i životu su bezbrojne legende. Po predaji potjerao je sve zmije i ostale otrovne životinje iz Irske. Danas u Irskoj gotovo da nema guštera, zmija, gmazova, čak ni šišmiša. Pokušaji da se u Irskoj nastane te životinje su više puta propali. Inače, zmije u Irskoj nisu postojale od ledenog doba. Neki ovu legednu povezuju s pričom o zmijama koje su Aaron i Mojsije pustili na zmije egipatskih vračeva i one su ih pojele. Također, moguće je da je protjerivanje zmija praindoeuropski motiv, poput satra sarpe koja se spominje u indijskoj mitologiji.
Umro je 461. godine, kod irskog grada Downa.
Zaštitnik je: Irske, Nigerije, inženjera, ljudi koji se boje zmija. Zaštitnik je i protiv zmijskih ugriza. Mnoge crkve širom svijeta njemu su posvećene, najviše u Irskoj, SAD-u i Australiji. Dan sv. Patrika, slavi se 17. ožujka. To je irski nacionalni blagdan.

## Poveznice
- Dan svetog Patrika
- Katedrala sv. Patrika u Dublinu
- Croagh Patrick
- Čistilište sv. Patrika